# نئوپلاسم دستگاه گوارش
نئوپلاسم‌های دستگاه گوارش (به انگلیسی: Digestive system neoplasm) تومورهایی هستند که بر دستگاه گوارش تأثیر می‌گذارند. از انواع آن‌ها می‌توان به موارد زیر اشاره کرد:
- سرطان مری
- سرطان معده
- سرطان روده کوچک
- سرطان روده بزرگ
- سرطان مقعد